# Esbønderup Sogn
Esbønderup Sogn er et sogn i Frederiksværk Provsti (Helsingør Stift).
I 1800-tallet var Nødebo Sogn anneks til Esbønderup Sogn. Begge sogne hørte til Holbo Herred i Frederiksborg Amt. Esbønderup-Nødebo sognekommune blev ved kommunalreformen i 1970 delt: Esbønderup blev indlemmet i Græsted-Gilleleje Kommune, der ved strukturreformen i 2007 indgik i Gribskov Kommune. Det meste af Nødebo blev indlemmet i Hillerød Kommune, og en mindre del blev indlemmet i Fredensborg-Humlebæk Kommune, der ved strukturreformen indgik i Fredensborg Kommune.
I Esbønderup Sogn ligger Esbønderup Kirke. Villingerød Kirke blev i 1906 indviet som filialkirke til Esbønderup Kirke. Villingerød blev så et kirkedistrikt i Esbønderup Sogn. I 2010 blev Villingerød Kirkedistrikt udskilt som det selvstændige Villingerød Sogn.
I Esbønderup og Villingerød sogne findes følgende autoriserede stednavne:
- Boserup (bebyggelse)
- Dronningmølle (bebyggelse, ejerlav)
- Duemose (station)
- Esbønderup (bebyggelse)
- Esbønderup Gyde (bebyggelse)
- Esbønderup Huseby (bebyggelse)
- Esbønderup Kohave (bebyggelse)
- Esrum (bebyggelse)
- Esromgård (landbrugsejendom)
- Esrumkloster (ejerlav)
- Esbønderup Haregab (bebyggelse)
- Haregab (bebyggelse, ejerlav)
- Kirke Esbønderup By (bebyggelse, ejerlav)
- Munkebakke (bebyggelse)
- Mårum (station)
- Ndr. Gribskov (ejerlav)
- Pandehave Å (vandareal)
- Petersborg (bebyggelse)
- Rishave (bebyggelse)
- Rusland (bebyggelse)
- Saltrup (bebyggelse)
- Salstrup By (bebyggelse, ejerlav)
- Esbønderup Skovhuse (bebyggelse)
- Snævret (bebyggelse)
- Sodemark (bebyggelse)
- Villingebæk (bebyggelse)
- Villingerød (bebyggelse)
- Villingerød By (bebyggelse, ejerlav)
- Vokstrup (bebyggelse, ejerlav)
- Øverup (bebyggelse, ejerlav)